# داني بيخارانو
داني بيخارانو (بالإسبانية: Danny Bejarano)‏ (3 يناير 1994 بسانتا كروز دي لا سييرا في بوليفيا - ) هو لاعب كرة قدم بوليفي في مركز الوسط. شارك مع منتخب بوليفيا تحت 17 سنة لكرة القدم ومنتخب بوليفيا تحت 20 سنة لكرة القدم ومنتخب بوليفيا لكرة القدم. أما مع النوادي، فقد لعب مع نادي بانيتوليكوس ونادي بوليفار وأورينتي بيتروليرو.

## روابط خارجية
- داني بيخارانو على موقع قاعدة بيانات كرة القدم.إي يو (الإنجليزية)
- داني بيخارانو على موقع ناشيونال فوتبول تيمز (الإنجليزية)
- داني بيخارانو على موقع Soccerway.com (الإنجليزية)
- داني بيخارانو على موقع عالم كرة القدم.نت (الإنجليزية)
- داني بيخارانو على موقع AS.com (الإسبانية)